# Tjörnin

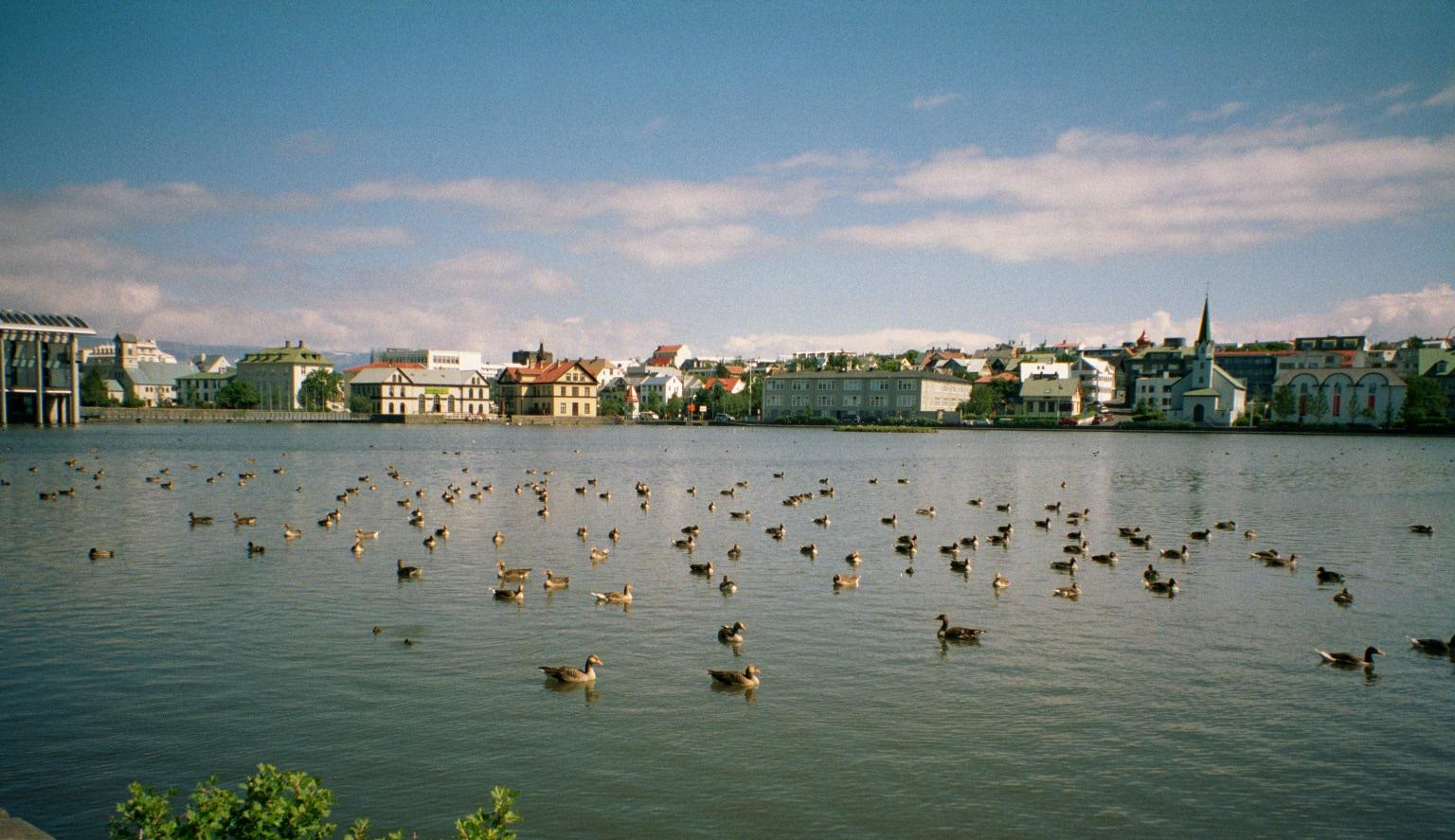
Tjörnin.

Tjörnin, på svenska "Tjärnen", är en liten sjö i centrala Reykjavik, Island med ett stort bestånd av sjöfåglar.
Sjön frekventeras av mer än 40 olika arter av sjöfåglar, bland annat silvertärna, ejder, gräsand, bergand, grågås och sångsvan.
Vid sjön ligger bland annat Ráðhús Reykjavíkur, Reykjaviks rådhus.